# Sihr (Einheit)
Der Sihr, auch Seer, war eine indische Masseneinheit (Gewichtsmaß). Starke Unterschiede waren durch den unterschiedlichen Gebrauch vorhanden. Das Maß als Goldgewicht oder als Silbergewicht, aber auch als Handelsgewicht hatte seine eigenen Regeln.

## Silbergewicht
Grundlage war die Rupie, genauer die Arcot- oder Madrasrupie, mit einem Gewicht von 11,4305 Gramm.
- 1 Sihr = 24 Rupien = 274,3314 Gramm

## Goldgewicht
Das Tschunam als der neunte Teil der Sternpagode oder Madras-Pagode wurde mit 0,386718 Gramm gewogen, so dass ein Tolam 11,60154 Gramm hatte.  Anwendung im Goldhandel.
- 1 Sihr = 24 Tolams = 720 Tschunams/Chunams = 278,437 Gramm

## Baumwollgewicht
Hier wurde mit Fünfviertel-Sihr gemessen.

## Gewicht für sonstige Metalle
Messing, Kupfer und Zinn wog man auch nach dem Sihr. 
- 1 Sihr = 72 Madras-Pagoden = 9 Unzen (engl. avdp.) = 255,1445 Gramm

Die Maßkette war
- 1 Kändi/Candy = 20 Mahnds = 800 Sihrs = 6400 Nautahks/Nowtauks = 12.800 Tschättaks/Chattaucks = 204,12 Kilogramm
- 1 Mahnd = 10,206 Kilogramm

## Einfaches Handelsgewicht
- 1 Kotscha-Sihr/Cutcha-Sihr = 11 ¼ Unzen (engl. avdp.) = 318,931 Gramm

Die Maßkette war
- 1 Kändi = 20 Mahnds = 160 Wiss = 800 Sihrs = 6400 Nautahks/Nowtauk = 12.800 Tschättaks/Chattaucks = 255,14 Kilogramm
- 1 Mahnd = 12,757 Kilogramm